# Elwert und Meurer

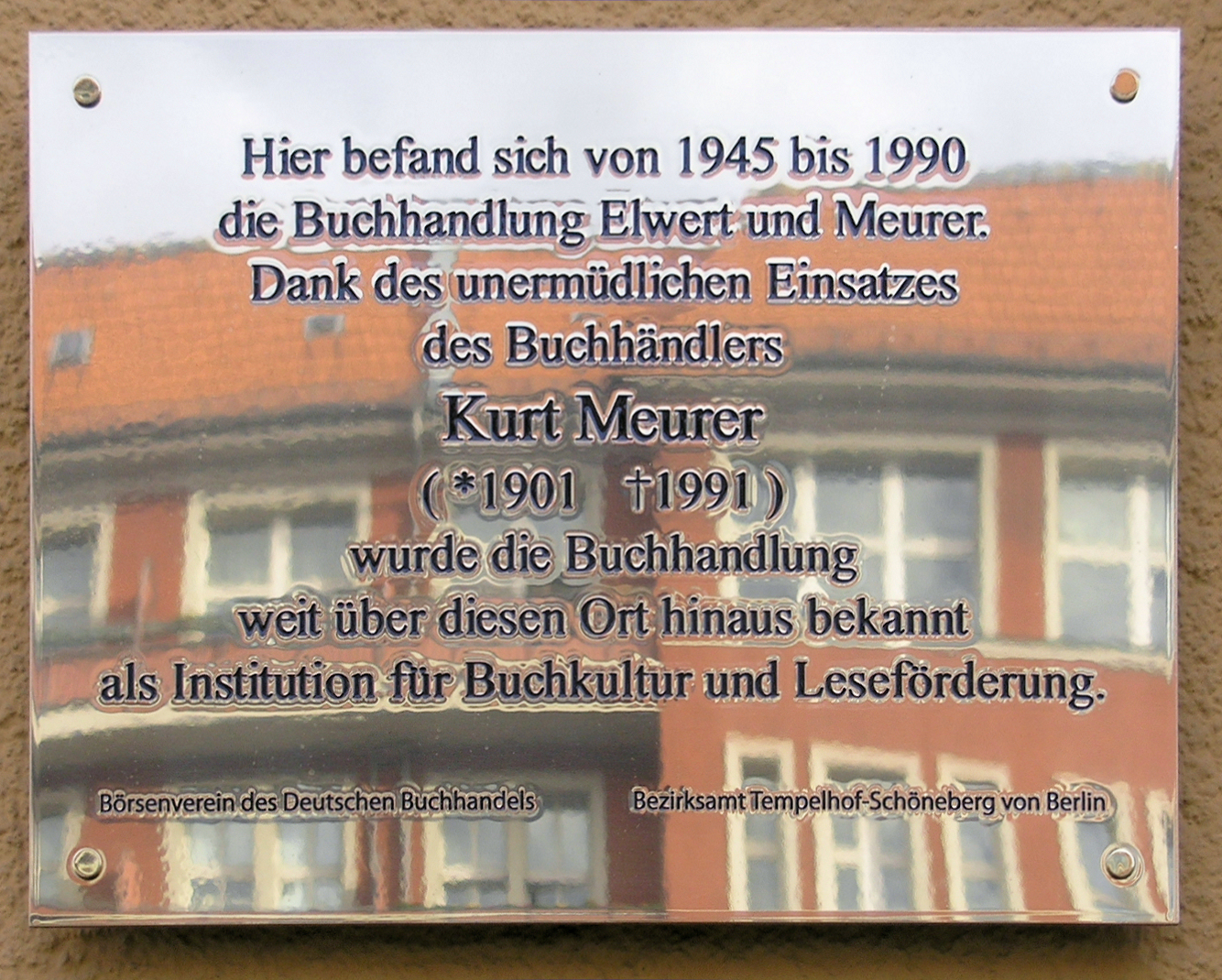
Gedenktafel in Schöneberg

Elwert und Meurer ist der Name einer ehemaligen Buchhandlung in Berlin-Schöneberg.

## Geschichte
Das Unternehmen wurde im November 1934 als Offene Handelsgesellschaft Buchvertrieb Rudolf Elwert u. Kurt Meurer gegründet. Sitz war die Alte Jakobstraße 81/82 in Berlin. Neben den beiden in der Firmierung Genannten war Hans Jessen Inhaber. In Leipzig verfügte das Unternehmen über einen Kommissionär. Das Unternehmen bezeichnete sich als Verlagsbuchhandlung und Großantiquariat und konzentrierte sich auf Unterhaltungsliteratur. Zum 1. März 1938 erfolgte der umzug in die Alte Jacobstraße 79. 1939 erfolgte die Umfirmierung zu Buchvertrieb Elwert Meurer & Co. Später befand sich das Geschäft in der Gartenstraße, zog 1945 nach Schöneberg in die Hauptstraße 101, in etwa 100 Meter Entfernung vom Innsbrucker Platz, um.
Naczh dem Zweiten Weltkrieg war das Unternehmen als Kommanditgesellschaft mit Kurt Meurer als persönliche haftendem Gesellschafter organisiert und hatte spätestens 1971 zwei Zweigniederlassungen in Berlin, den Karl Ohm Verlag und R. Trenkel. 1976 erfolgte die Umwandlung zur Elwert und Meurer GmbH. 1988 gab Meurer die Geschäftsführung an Matthias Bremer und Karl-Ludwig Marg ab. Im Januar 1990 wurden die beiden Zweigniederlassungen aufgehoben. Im März 1990 folgte die Eröffnung eines Konkursverfahrens gegen die Elwert und Meurer GmbH. Im Juni 1993 wurde die inzwischen vermögenslose Gesellschaft aus dem Handelsregister gelöscht. Eine weitere Zweigniederlassung bestand von 1959 bis 1969 in Hamburg.
Die Buchhandlung zählte zu den bekanntesten Berlins. Bekanntheit erlangte sie vor allem durch zahlreiche dort veranstalteten Lesungen.
Bei Elwert und Meurer  haben weit über 1000 Lesungen der später bekanntesten deutschsprachigen Schriftstellerinnen und Schriftsteller der Nachkriegszeit stattgefunden, z. B. von Ingeborg Bachmann, Wolfdietrich Schnurre, Hugo Hartung und Heinrich Böll.
2010 wurde am Ort, wo sich die Buchhandlung bis 1990 befand, eine Berliner Gedenktafel enthüllt.
Das Firmenarchiv ist im Deutschen Buch- und Schriftmuseum in Leipzig zugänglich.